# Liste der Straßennamen in Solingen (I–Q)

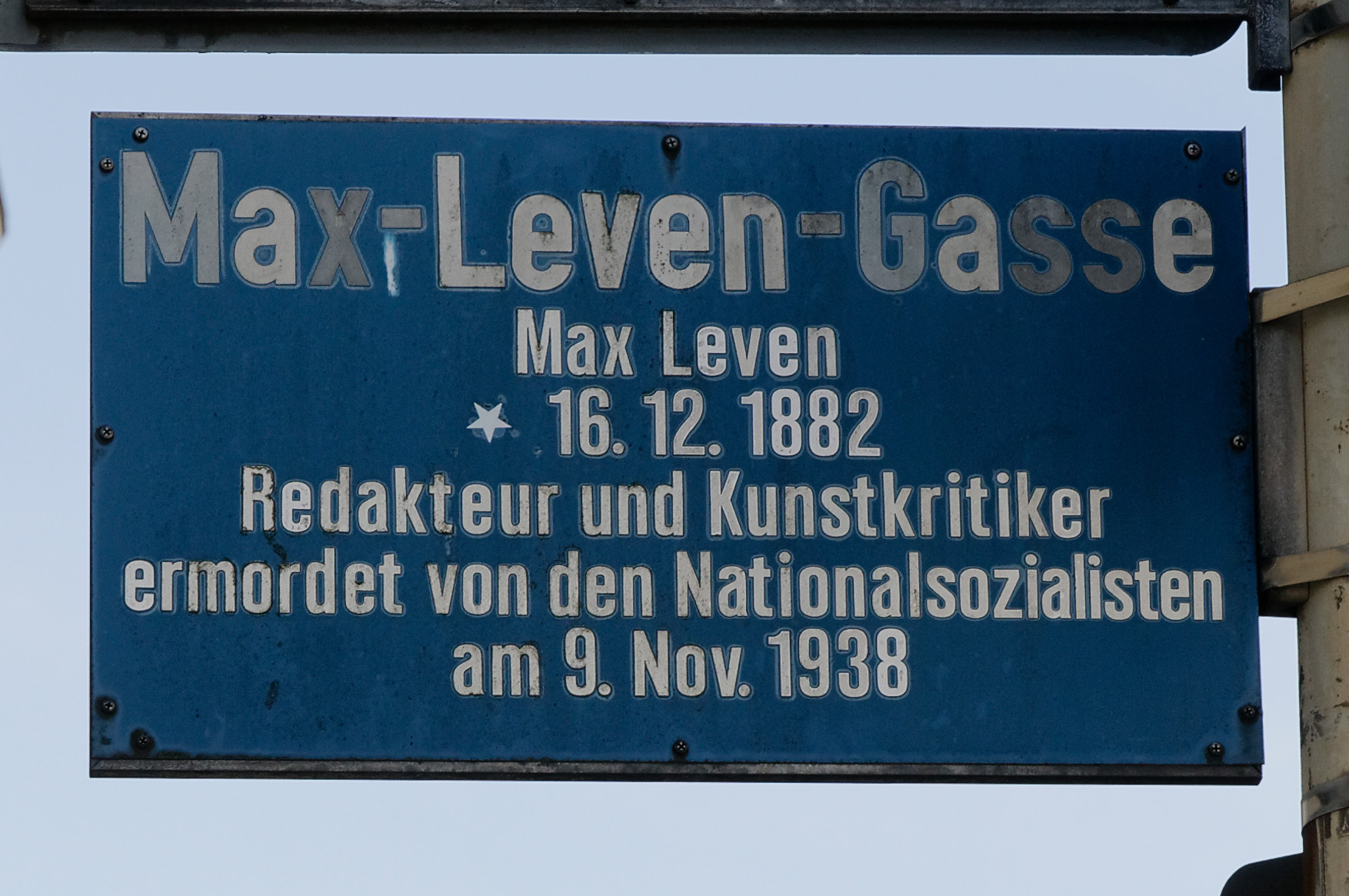
Max-Leven-Gasse

Die Liste der Straßennamen in Solingen (I-Q) enthält alle Straßen und Plätze dieses Buchstabenbereiches der bergischen Großstadt Solingen sowie eine Erläuterung zur Herkunft des Namens, soweit bekannt, eine Zuordnung zu den jeweiligen Stadtteilen sowie das gegebenenfalls betroffene Themengebiet des Einteilungsplans für die Namensgebung von Straßen, Wegen und Plätzen.

## Hinweise
- Die Spalte Straßenname enthält die Bezeichnung der Straße oder des Platzes.
- Als Stadtteil sind die jeweiligen Stadtteile aufgelistet, zu der die Straßen und Plätze gehören.
- Die Spalte ggf. Einteilungsplan gibt Aufschluss darüber, ob die Straße Teil des offiziellen Einteilungsplanes für die Namensgebung von Straßen, Wegen und Plätzens der Stadt Solingen ist und wenn ja, in welchem Themengebiet.
- In der Spalte Bedeutung sind Erläuterungen zur Herkunft des Namens (etwa Orte, Persönlichkeiten oder historische Begebenheiten) angegeben, sowie die Links zu bestehenden Artikeln.
- Die Spalte Anmerkungen umfasst darüber hinaus gehende Informationen, wie etwa das Datum der Benennung, historische Straßennamen oder Hinweise auf ein Gebiet mit Straßennamen des gleichen Themenbereichs.

Alle Spalten sind sortierbar.

## Straßennamen I–Q
| Inhaltsverzeichnis: | I – J – K – L – M – N – O – P – Q |

| Straßenname              | Stadtteil         | ggf. Einteilungsplan                        | Bedeutung | Anmerkungen |
| ------------------------ | ----------------- | ------------------------------------------- | --- | --- |
| Igelsforst               | Wald              |                                             | Ortslage Igelsforst | Der Name ist bereits vor 1715 existent gewesen |
| Im Eichenbusch           | Krahenhöhe        |                                             | Flurname | Die Straße wurde als Abzweigung von der Burger Landstraße neu angelegt und erhielt ihren Namen im Jahr 2018 |
| Im Haalsiefen            | Aufderhöhe        |                                             | Ortslage Haalsiepen, abgeleitet von hahl oder hael für trocken und siefen für feuchte Wiese, Sumpf, also wohl ein ausgetrockneter Bachlauf | |
| Im Heiderbusch           | Gräfrath          |                                             | Flurname, nach dem Hofschaftsnamen Heide, die Endung -busch deutet auf das dicht bewaldete Gebiet hin, das sich dort zuvor befand | Der Name der Straße in diesem Neubaugebiet erfolgte vor dem Hintergrund einer historischen Flurbezeichnung |
| Im Ohligs                | Ohligs            |                                             | ehemalige Hofschaft Ohligs, zweifelhafte Herkunft, möglicherweise handelt es sich um eine Genitivform und es ist ein Nomen wie Hof zu ergänzen: Ohligs Hof, dabei ist Ohlig womöglich ein Name angesichts des Namens Ohliger, der auch heute noch in Solingen verbreitet ist                                | An diesem Ort befand sich die ursprüngliche Hofschaft Ohligs, die namensgebend für die spätere Stadt war |
| Im Wöll                  | Höhscheid         |                                             | Flurname, Brangs vermutet als Ursprung einen Namen, Wenke vermutet eine frühere Wallanlage | vormals Hindenburgstraße, Umbenennung am 26. April 1935 |
| In den Locher Wiesen     | Merscheid         |                                             | nach dem Hofschaftsnamen Loch, der sich von Loh ableitet und Wald bedeutet | Die Straßen in den Merscheider Neubaugebieten am Lochbachtal erhielten überwiegend die traditionellen Namen alter Flurbezeichnungen |
| In der Freiheit          | Gräfrath          |                                             | nach dem Freiheitsprivileg, das dem Ort Gräfrath bereits im Jahre 1325 verliehen wurde | vormals Solinger Straße, die Umbenennung erfolgte am 26. April 1935 |
| In der Planke            | Burg              |                                             | ? | |
| Industriestraße          | Gräfrath          |                                             | Benennung ohne besonderen Grund | |
| Ingridweg                | Gräfrath          | Weibliche Vornamen                          | Ingrid, Vorname | |
| Irlen                    | Höhscheid         |                                             | Hofschaft Irlen, von den Erlen abgeleitet, also den Bäumen – früher wurden die außerhalb der Städte gelegenen Schutthalden Irlen genannt, weil dort zugleich oft Erlenbäume im Sumpf angepflanzt wurden | |
| Irlenfeld                | Merscheid         |                                             | Flurname, siehe Irlen | |
| Irler Hof                | Höhscheid         |                                             | Hofschaft Irler Hof, siehe Irlen | |
| Irler Straße             | Wald              |                                             | siehe Irlen | |
| Isarweg                  | Ohligs            | Deutsche Flüsse                             | Isar, Fluss in Österreich und Süddeutschland | |
| Itterberger Straße       | Wald              |                                             | Ortslage Itterberg, also der Berg, der von der Itter her aufsteigt | |
| Itterbruch               | Wald              |                                             | Ortslage Itterbruch, die Endung -bruch spricht für ein sumpfiges Gelände an der Itter | Der Name war bereits vor 1492 existent |
| Itterstraße              | Wald              |                                             | Itter, Nebenfluss des Rheins, entspringt am Heiligen Born in Gräfrath | |
| Ittertalstraße           | Wald              |                                             | nach dem Ittertal durch das die Straße führt, Verbindungsweg zwischen den drei Hofschaften Oben-, Mittel- und Untenitter | Der lange Zeit unbefestigte Weg wurde im Jahre 1910 ausgebaut und erhielt seinen ersten amtlichen Namen im gleichen Jahr, 1914 wurde die Straße über die Hofschaft Obenitter hinaus verlängert (heute Bausmühlenstraße) |
| Jagenberg                | Burg              |                                             | Hofschaft Jagenberg, wahrscheinlich bedeutet das Wort so viel wie Am jähen Berg, also Am steilen Berg, diese Bedeutung verlor die Hofschaft, als tatsächlich eine Familie Jagenberg dorthin zog | |
| Jägerstraße              | Gräfrath          |                                             | ? | |
| Jahnstraße               | Wald              |                                             | Friedrich Ludwig Jahn (1778–1852), deutscher Pädagoge und Begründer des deutschen Turnwesens | |
| Jakob-Lebel-Weg          | Wald              |                                             | Jakob Lebel, Apfelsorte | Der Straßenname geht auf eine Anregung einer Anwohnerin zurück, er soll an einen 80 – 90 Jahre alten Apfelbaum erinnern, der beim Bau der Straße gefällt werden musste. |
| Jakobshäuschen           | Merscheid         |                                             | Hofschaft Jakobshäuschen (vormals Lockshäuschen), abgeleitet vom Familiennamen Jakob | |
| Jaspersstraße            | Wald              | Philosophen und Gelehrte                    | Karl Jaspers (1883–1969), deutscher Psychiater und Philosoph, der weit über Deutschland hinaus bekannt wurde | |
| Johannisstraße           | Mitte             | Historische Namen                           | möglicherweise deutet der Name auf eine alte Besitzung der Johanniter hin (wie z. B. in Köln), im Haus Nummer 13 (vor der Zerstörung) wohnte der berühmte Klingenschmied Johannes Wundes | |
| Johänntgesbruch          | Höhscheid         |                                             | Hofschaft Johänntgesbruch, abgeleitet von den Personennamen Johnen oder Johännchen, die Endung -bruch lässt ein sumpfiges Gelände vermuten | |
| Johänntgesbrucher Weg    | Höhscheid         |                                             | siehe Johänntgesbruch | |
| Jörgensfeld              | Burg              |                                             | Flurname | |
| Josefstal                | Aufderhöhe        |                                             | Ortslage Josefstal, benannt nach dem Vornamen Josef | Der Flurname war bereits 1830 vorhanden |
| Josefstraße              | Höhscheid         |                                             | Josef, männlicher Vorname | |
| Junkerstraße             | Merscheid         |                                             | nach dem alten Hofschaftsnamen Junkernhäuschen, der sich wiederum vom Personennamen Junker ableitet | |
| Jupiterweg               | Ohligs            | Planeten und Gestirne                       | Jupiter, fünfter Planet unseres Sonnensystems | |
| Kammerhauser Feld        | Gräfrath          |                                             | ? | |
| Kamper Straße            | Ohligs            |                                             | der Name weist auf die ehemals dort befindliche Hofschaft Siebelskamp hin:57f. | |
| Kanalstraße              | Höhscheid         |                                             | nach dem Weinsberger Bach, der im Jahre 1890 in einen größeren Kanal verlegt werden musste, da der frühere Feldweg zur Hofschaft Weeg (die heutige Kanalstraße) ausgebaut wurde | |
| Kantstraße               | Wald              | Forscher und Erfinder                       | Immanuel Kant (1724–1804), deutscher Philosoph der Aufklärung | Die vormalige Körnerstraße erhielt ihren heutigen Namen aufgrund der Dopplung nach der Städtevereinigung am 26. April 1935 |
| Karl-Haberland-Straße    | Aufderhöhe        |                                             | Karl Haberland (1893–1978), ehrenamtlicher Oberbürgermeister von Solingen (1955–1961), ab 1927 Mitglied der Verwaltung des Spar- und Bauvereins | In der SBV-Neubausiedlung Börkhauser Feld tragen Anfang der 2000er die Straßen die Namen berühmter Solinger Bürger und Oberbürgermeister mit Kontakt zum Spar- und Bauverein Solingen |
| Karl-Schurz-Weg          | Höhscheid         | Politiker                                   | Carl Schurz (1829–1906), deutsch-amerikanischer Revolutionär und Staatsmann | Die Straße erhielt ihren Namen im Zuge des Neubaus der SBV-Wohnsiedlung Weegerhof am 16. März 1928 |
| Karlstraße               | Ohligs            |                                             | Karl, männlicher Vorname | |
| Kärntener Straße         | Ohligs            |                                             | nach der Volksabstimmung 1920 in Kärnten, Österreich, bei der sich mehr als die Hälfte der Abstimmenden für einen Verbleib ihrer Region in Österreich aussprachen (anstatt wie beispielsweise das Mießtal und das Kaneltal, die mehrheitlich für Jugoslawien bzw. Italien votierten)                        | Die vormalige Gasstraße erhielt ihren heutigen Namen aufgrund der Dopplung nach der Städtevereinigung am 26. April 1935 |
| Karolinenweg             | Mitte             | Weibliche Vornamen                          | Caroline, Vorname | |
| Kasernenstraße           | Mitte             |                                             | zu Kriegszeiten im 19. Jahrhundert und früher wurde in besonderen Gebäuden an der nahen Bergstraße Kriegsvolk kaserniert | |
| Kasinostraße             | Mitte             |                                             | nach dem ehemaligen Gebäude der Kasinogesellschaft aus den 1840er Jahren, das im Zweiten Weltkrieg zerstört wurde, in vereinfachter Form aber heute noch auf der Ecke zur Hauptstraße existiert | |
| Kasparstraße             | Ohligs            |                                             | Kaspar (oder Caspar) von Pertsdorf, Erbauer des Schlosses Caspersbroich | Die zuvor namenlose Straße (ein Teil trug den alten Hofschaftsnamen Kullen) erhielt ihren Namen am 15. Juni 1935 |
| Kastanienweg             | Mitte             | Botanik Bäume                               | Kastanie, Baumgattung der Familie Buchengewächse | |
| Katharinenstraße         | Gräfrath          | Kirchengeschichte                           | Katharina von Alexandrien, eine der bekanntesten Heiligen | |
| Käthe-Kollwitz-Weg       | Wald              | Maler und Bildhauer                         | Käthe Kollwitz (1867–1945), deutsche Grafikerin, Malerin und Bildhauerin | Die neu angelegte Straße erhielt ihren Namen im Jahre 1967 anlässlich des 100. Geburtstags der Künstlerin. Diese Straßenbenennung setzte den seit den 1950er Jahren geführten Diskussionen um eine Benennung des Ohligser Lyzeums nach Kollwitz ein Ende, gegen die sich die Eltern massiv zur Wehr gesetzt hatten. Schließlich wurde die Schule 1953 zum Gymnasium Geschwister-Scholl-Schule, heute Gesamtschule                                                                              |
| Katternberger Straße     | Höhscheid         |                                             | nach den drei Hofschaften Katternberg, die sich wahrscheinlich vom Frauennamen Katrin = Katarina ableiten | Der landläufige Name der Katternberger Straße ist bereits seit 1862 belegt, so hieß der Teil der Straße auf Solinger Gebiet, 1880 hieß der Dorper Teil der Straße Neugrünewalder Straße, der Höhscheider Teil hieß Solinger Straße, auf Wunsch der Stadt Solingen wurde später die einheitliche Bezeichnung Katternberger Straße gewählt. seit 1912 reicht die Straße bis zum Kotter Feldweg                                                                                                   |
| Katzbach                 | Höhscheid         |                                             | Flurname, zweifelhafte Herkunft, möglicherweise war an dem naheliegenden Bach einmal die Salweide mit ihren Weidenkätzchen heimisch, so dass der Volksmund hierfür den Namen Katzbach hervorbrachte | Die Straße erhielt ihren Namen An der Katzbach am 29. Juni 1909, der später verkürzt wurde |
| Kauffunger Weg           | Aufderhöhe        | Schlesien, Patenschaft Goldberg             | Kauffung, Stadt in Südwestpolen | |
| Keldersplatz             | Ohligs            | Ohligser Bürger                             | Theodor Kelders (1832–1910), Bürgermeister von Merscheid (1863–1889) | Der Platz zwischen Kelders- und Forststraße erhielt seinen Namen im Zuge des Baus des Einkaufszentrums an dieser Stelle im Jahre 1986 |
| Keldersstraße            | Ohligs            | Ohligser Bürger                             | siehe Keldersplatz | Die Straße in unmittelbarer Nähe zum Ohligser Bahnhof erhielt ihren Namen im Jahre 1936 |
| Kellershammer            | Burg              |                                             | nach dem Kellershammer, benannt nach dem Burger Kellner Johann Bernhard von Francken, der den Hammer 1686 errichten ließ | |
| Kellerstraße             | Burg              |                                             | siehe Kellershammer | |
| Kempen                   | Höhscheid         |                                             | Ortslage Kempen, wahrscheinlich die Mehrzahl von Kamp (= Feld) | |
| Keplerweg                | Höhscheid         | Astronomen, Mathematiker, Geographen        | Johannes Kepler (1571–1630), deutscher Naturphilosoph, Mathematiker, Astronom, Astrologe, Optiker und evangelischer Theologe | |
| Ketzberger Straße        | Gräfrath          |                                             | Hofschaft Ketzberg, ursprünglich Kicenberch, vermutlich abgeleitet von (Reh-)Kitz | Der Hofschaftsname war bereits vor 1218 vorhanden |
| Keusenhof                | Ohligs            |                                             | Hofschaft Keusenhof, Brangs vermutet Zusammenhänge zwischen dem Hofschaftsnamen Keusenhof und einem gleichlautenden Familiennamen | Der Name war bereits vor 1715 vorhanden |
| Kiebitzweg               | Höhscheid         | Zoologie Vögel                              | Kiebitz, Vogelart | |
| Kiefernstraße            | Aufderhöhe        |                                             | Kiefer, Nadelbaumart | |
| Kieler Straße            | Ohligs            |                                             | Kiel, Landeshauptstadt Schleswig-Holsteins | |
| Kiesbuckel               | Ohligs            |                                             | Flurname | |
| Kirberger Straße         | Höhscheid         |                                             | ehemalige Hofschaft Kirberg, nach einer Familie desselben Namens | |
| Kirchgasse               | Ohligs            |                                             | nach der nahegelegenen evangelischen Kirche Ohligs | |
| Kirchplatz               | Mitte             |                                             | nach der evangelischen Stadtkirche, die der Platz umgibt, bis 1805 auch Friedhof | |
| Kirchstraße              | Mitte             |                                             | die Straße führt zur evangelischen Stadtkirche | Bis Ende des 18. Jahrhunderts trug die einstmals enge Gasse auch den Namen Korinthengässchen, den Eingang zur Kölner Straße nannte der Volksmund auch Am Haspelt, weil sich dort ein Drehkreuz befand, das nur den Fußgängern die Querung ermöglichte |
| Kirchtreppe              | Gräfrath          |                                             | die Treppe führt zur Pfarrkirche St. Mariä Himmelfahrt | |
| Kirschbaumer Hof         | Mitte             |                                             | Hofschaft Kirschbaumer Hof, möglicherweise die Keimzelle des Familiennamens Kirschbaum und vom Kirschbaum abgeleitet | Der Name der Hofschaft ist bereits seit 1488 existent, das heute so genannte Straßenstück erhielt seinen Namen am 26. April 1935 |
| Kirschbaumer Straße      | Mitte             |                                             | siehe Kirschbaumer Hof | |
| Kirschheider Straße      | Höhscheid         |                                             | ehemalige Hofschaft Kirschheide, der ursprünglich nur Heide genannte Hof wurde, nachdem er in den Besitz der Familie Kirsch geriet, ab dem 18. Jahrhundert Kirschheide genannt | Zwei an dieser Stelle befindliche Villen trugen den Namen Kirschheide, die sogenannte Blaue Seite der Kirschheide, die durch einen Brand zerstört wurde, und die Weiße Seite der Kirschheide, das heutige Haus Kirschheide |
| Klauberg                 | Mitte             |                                             | Flurname, Hofschaft Klauberg, wahrscheinlich abgeleitet von klobiger, massiver Berg | Der Hofschaftsname war bereits vor dem Jahr 1300 existent |
| Klauberger Straße        | Mitte             |                                             | siehe Klauberg | |
| Kleiberweg               | Höhscheid         | Zoologie Vögel                              | Kleiber, Vogelart der Gattung Sitta | |
| Klein-Heipertz           | Merscheid         |                                             | Ortslage Klein-Heipertz, dies ist wohl eine Genitivform, es fehlt ein Nomen wie Hof, Haus oder Feld, also Heiperts Hof oder dergleichen, Klein- in Anlehnung an die bereits bestehende Hofschaft Heipertz                                                                                                   | Der Hofschaftsname Heipertz war bereits vor 1715 existent |
| Kleine Kamper Straße     | Ohligs            |                                             | die Straße mündet in die Kamper Straße | |
| Kleine Straße            | Mitte             |                                             | Benennung ohne besonderen Grund | |
| Kleinenberg              | Mitte             |                                             | Hofschaft Kleinenberg, möglicherweise war die Lage ausschlaggebend, die Lage an einem kleinen Berg hoch zur heutigen Beethovenstraße | Der Hofschaftsname war bereits vor 1650 existent |
| Kleinenberger Straße     | Mitte             |                                             | siehe Kleinenberg | |
| Kleiststraße             | Aufderhöhe        | Dichter des deutschen Sprachraumes          | Heinrich von Kleist (1777–1811), deutscher Dramatiker, Erzähler, Lyriker und Publizist | |
| Klemens-Horn-Straße      | Mitte             | Schwertschmiede und Alt-Solinger Bürger     | Klemens Horn, einer der kunstfertigsten Schwertschmiede um 1600, als sein Meisterzeichen verwendete er ein Einhorn | Die ab 1885 zunächst Weststraße genannte Straße erhielt ihren heutigen Namen aufgrund der Dopplung des alten Namens am 26. April 1935, Klemens Horn schrieb seinen Vornamen selbst mit c, die Schreibweise mit k kam erst ein Jahrhundert später auf |
| Klingenstraße            | Mitte             |                                             | Klinge, Hauptbestandteil diverser Werkzeuge und Waffen, für die die Klingenstadt Solingen weltberühmt ist | Die vormalige Felder Polizeistraße erhielt ihren heutigen Namen, durch die Nähe zur Schwertstraße inspiriert, im Jahre 1884 oder am 1. Dezember 1903 |
| Klommenberg              | Wald              |                                             | Flurname, der im Volksmund entstand und so viel wie erklommener Berg bedeutet | |
| Klosterhof               | Gräfrath          |                                             | Hof des Klosters Gräfrath | vormals Kirchplatz, Umbenennung wegen Dopplung am 26. April 1935 |
| Klosterwall              | Mitte             | Historische Namen                           | kein Teil des Stadtwalls, sondern bis 1780 ein Teil des Stadtgrabens, der zugeschüttet wurde, weil er das Straßenbild verunzierte, so entstanden 1793 an dieser Stelle eine Schule und ein Pfarrhaus, das der Volksmund Kloster nannte                                                                      | |
| Knappenstraße            | Höhscheid         |                                             | Knappe, junger Mann, der bei einem Ritter das Waffenhandwerk erlernt | Der Name der Straße wurde durch die Nähe zur Ritterstraße gewählt und offiziell am 21. Februar 1928 festgesetzt |
| Knynsbusch               | Wald              |                                             | Ortslage Knynsbusch, Knyn bedeutet Kaninchen, Busch steht für einen Wald oder ein Unterholz | |
| Köcherstraße             | Höhscheid         |                                             | Köcher, Behältnis für Pfeile (zum Bogenschießen) | Die Straße erhielt ihren Namen aufgrund der Nähe zur damaligen Bogenstraße, der heutigen Worringer Straße |
| Kohlbusch                | Widdert           |                                             | Flurname | |
| Kohlerfeld               | Höhscheid         |                                             | Flurname, möglicherweise ein Feld des Besitzers Kohl | Die Straßen im Neubaugebiet Bauermannskulle tragen überwiegend die Namen von historischen Flurbezeichnungen, manche entstammen der Urkarte von 1829 |
| Kohlfurth                | Mitte             |                                             | Hofschaft Kohlfurth, nicht nach der Kohlenzufuhr, die teilweise über diesen Weg passierte, da der Name bereits vorher vorhanden war, sondern es besteht möglicherweise ein Zusammenhang zur nahen Hofschaft Külf, zudem gab es vielleicht eine Furt im Flussbett der Wupper                                 | Der Hofschaftsname war bereits vor 1363 und damit lange vor den Kohlentransporten existent |
| Kohlfurther Eickholz     | Gräfrath          |                                             | Wüstung Kohlfurther Eickholz, der Name beschreibt einen Eichenwald nahe der Hofschaft Kohlfurth | Der früher nur Eickholz genannte Hof erhielt zur Unterscheidung nach der Städtevereinigung am 26. April 1935 den Namen Kohlfurther Eickholz |
| Kohlfurther Straße       | Mitte             |                                             | siehe Kohlfurth | |
| Kohlsberg                | Höhscheid         |                                             | Hofschaft Kohlsberg, nach dem Familiennamen Kohl | Der Hofschaftsname war bereits 1488 existent, offiziell trägt die Straße ihren Namen aber erst seit dem 26. April 1935 |
| Kohlsberger Höhe         | Höhscheid         |                                             | siehe Kohlsberg | |
| Kohlsberger Straße       | Höhscheid         |                                             | siehe Kohlsberg | |
| Kölner Straße            | Mitte             |                                             | Köln, Domstadt in Nordrhein-Westfalen | Von der schon im Mittelalter bedeutenden Handelsstadt Köln aus wurden die Solinger Schneidwaren, zu Anfang vordringlich Schwerter, nach ganz Mitteleuropa verkauft, daher kommt der Stadt Köln eine enorme Bedeutung für die Solinger Wirtschaft zu, die Straße hieß zwischenzeitlich (30. Januar 1937 bis 28. Juni 1945) Straße der SA |
| Kolumbusstraße           | Mitte             |                                             | Christoph Kolumbus (um 1451–1506), in spanischen Diensten stehender Seefahrer, der 1492 Amerika entdeckte | |
| Königgrätzer Straße      | Merscheid         |                                             | Schlacht bei Königgrätz zwischen Preußen und Österreich, die dort im Jahre 1866 stattfand und die Entscheidungsschlacht im preußisch-österreichischen Krieg war | |
| Königsberger Straße      | Wald              | Ostdeutsche Städtenamen                     | Königsberg, Hauptstadt der gleichnamigen, russischen Exklave Kaliningrad | |
| Königsmühle              | Höhscheid         |                                             | nach der Königsmühle, deren Name sich vom Besitzernamen König ableitet | |
| Königsmühler Weg         | Höhscheid         |                                             | siehe Königsmühle | Die Straße trug ab dem 31. März 1938 den Namen Karl-Laforce-Weg und wurde im Zuge der Entnazifizierung am 28. Juni 1945 in Königsmühler Weg umbenannt |
| Konrad-Adenauer-Straße   | Mitte             |                                             | Konrad Adenauer (1876–1967), erster Bundeskanzler der Bundesrepublik Deutschland (1949–1963) | Die Straße bildete ursprünglich den oberen Teil der Hauptstraße, die Umbenennung zu Ehren Adenauers erfolgte am 25. Juni 1976 |
| Kopernikusweg            | Höhscheid         | Astronomen, Mathematiker, Geographen        | Nikolaus Kopernikus (1473–1543), Frauenburger Domherr, Jurist, Administrator und Arzt im Dienste des Fürstbistums Ermland in Preußen, der seine freie Zeit der Mathematik und Astronomie widmete | |
| Körnerstraße             | Höhscheid         |                                             | Theodor Körner (1791–1813), deutscher Dichter und Dramatiker, der besonders durch seine Lieder im Freiheitskampf gegen die napoleonische Fremdherrschaft bekannt wurde und nach seinem Tod zur patriotischen Identifikationsfigur der Preußen wurde                                                         | In den vorkrieglichen Vierteln um Bismarck- und Bülowplatz tragen einige Straßen noch immer die Namen preußischer Generäle und Staatsmänner, die Körnerstraße erhielt ihren Namen am 4. März 1903 |
| Kornstraße               | Wald              |                                             | ? | |
| Kotten                   | Mitte             |                                             | Hofschaft Kotten, ein Kotten ist eine Arbeitsstätte, in Solingen häufig ein Schleifkotten | Der Name war bereits vor 1488 existent |
| Kottendorfer Straße      | Ohligs            |                                             | alte Hofschaft Kottendorf, ursprünglich Kortendorp, vermutet wird ein Familienname namens Korte oder Korten (Kort = kurz) | |
| Kotter Feldweg           | Höhscheid         |                                             | nach dem Hofschaftsnamen Kotten | Die Straße erhielt ihren Namen am 26. April 1935 |
| Kotter Hammer            | Höhscheid         |                                             | nach dem Kotter Hammer, der schon 1715 als Reckhammer in Betrieb war und bis kurz nach dem Ersten Weltkrieg betrieben wurde | |
| Kotter Straße            | Mitte             |                                             | nach dem Hofschaftsnamen Kotten | |
| Kotterheidberg           | Höhscheid         |                                             | Ortslage Kotterheidberg, mit Heide bewachsener Hang in der Nähe der Hofschaft Kotten | |
| Kottermühlenstraße       | Höhscheid         |                                             | nach der Kottermühle, die bereits 1715 verzeichnet war | |
| Kotzerter Stöcken        | Wald              |                                             | Ortslage Kotzerter Stöcken, ursprünglich nur Stöcken, das Wort bezeichnet die nach Rodung oder Fällung übrig gebliebenen Baumstümpfe, der Zusatz Kotzert bezieht sich auf die nahe Hofschaft | Die Straße erhielt ihren Namen Kotzerter Stöcken zur Unterscheidung nach der Städtevereinigung am 26. April 1935, der Flurname Stöcken war schon länger vorhanden |
| Kotzerter Straße         | Wald              |                                             | Ortslage Kotzert, Kotz- könnte auf den Personennamen Konrad hindeuten, die Endung des Wortes Kotzert (-art) könnte ein uraltes Wort für Ackerland sein, vielleicht bedeutet der Name daher Konradsacker | Der Name Kotzert war bereits vor 1715 vorhanden |
| Kovelenberg              | Ohligs            |                                             | nach der Ortslage Kovelenberg | Die Straße erhielt am 26. April 1935 ihren Namen |
| Krahenhöhe               | Krahenhöhe        |                                             | Hofschaft Krahenhöhe nach dem Familiennamen Grah/Krah oder dem Vogel Krähe, die Endung -höhe rührt von der Höhenlage zwischen Solingen und Burg her | |
| Krahenhöher Weg          | Krahenhöhe        |                                             | siehe Krahenhöhe | |
| Kranichweg               | Höhscheid         | Zoologie Vögel                              | Kranich, Vogelart | |
| Krausen                  | Wald              |                                             | Hofschaft Krausen, möglicherweise die Kurzform der alten Hofschaft Crauhausen | Der Name war bereits vor 1715 vorhanden |
| Krausener Straße         | Wald              |                                             | siehe Krausen | Die Straße erhielt ihren Namen am 9. Januar 1928 |
| Krautstraße              | Wald              |                                             | ? | |
| Krebsweg                 | Höhscheid         | Sternbilder des Tierkreises                 | Krebs, Sternbild | |
| Kreuzstraße              | Mitte             |                                             | Benennung ohne besonderen Grund | |
| Kreuzweger Straße        | Mitte             |                                             | nach der alten Ortsbezeichnung Am Kreuzweg, dort kreuzen sich die Straßen Wald–Dültgenstal–Mangenberg und Merscheid–Mangenberg | |
| Kriemhildenstraße        | Gräfrath          | Nibelungensage                              | Kriemhild, Figur aus der Nibelungensage | |
| Kronenstraße             | Ohligs            |                                             | ? | |
| Kronprinzenstraße        | Mitte             |                                             | Kronprinz Friedrich III. (1831–1888), deutscher Kaiser und König von Preußen, war im Dreikaiserjahr 1888 für 99 Tage auf dem Thron | Die Straße erhielt ihren Namen am 24. November 1885 zu Ehren des damaligen Kronprinzen, am 17. Oktober 1922 wurde der Name in Düsseldorfer Straße geändert, im Jahre 1935 sollte der doppelte Straßenname beseitigt und durch Hansastraße ersetzt werden, doch nach Widerstand in der Bevölkerung wurde die Straße am 26. April 1935 wieder zur Kronprinzenstraße |
| Krüdersheide             | Ohligs            |                                             | Hofschaft Krüdersheide, der Name bedeutet Kräuterheide, der Krüder ist ein Apotheker oder Kräutersammler | |
| Kuckesberg               | Ohligs            |                                             | Hofschaft Kuckesberg | Der Hofschaftsname war bereits vor 1660 existent |
| Kuckesberger Weg         | Ohligs            |                                             | siehe Kuckesberg | |
| Külf                     | Gräfrath          |                                             | Hofschaft Külf, dies ist vielleicht eine Verkleinerungsform von Kohlfurth bzw. Kolfert | Der Name war bereits vor 1672 existent |
| Kulle                    | Widdert           |                                             | Hofschaft Kulle, eine Kulle ist eine Vertiefung (vergleiche auch das Wort Kuhle) | Der Name war bereits vor 1715 vorhanden |
| Kuller Straße            | Mitte             |                                             | nach der ehemaligen Hofschaft Kullen, angeblich befanden sich an dieser Stelle einmal eine Stein- und eine Lehmkuhle | Der Hofschaftsname Kullen ist bereits seit 1638 belegt, die Bezeichnungen Kuller Straße oder Kuller Weg sind seit dem frühen 19. Jahrhundert belegt |
| Küllersberg              | Gräfrath          |                                             | Flurname, nach dem Familiennamen Küller | |
| Küppersfeld              | Mitte             |                                             | Flurname, Küppersfeld leitet sich von dem Familiennamen Küpper ab | Die Straße erhielt ihren Namen Am Küppersfeld am 2. Juli 1925, der später verkürzt wurde |
| Kurfürstenstraße         | Mitte             |                                             | Kurfürsten, Reichsfürste des Heiligen Römischen Reiches, die den König wählten (Kur = Wahl) | Der Investor Hermann Rauh plante um die Jahrhundertwende 19./20. Jahrhundert eine Siedlung aus Stadtvillen und Bürgerhäusern, die an einer neuen Erschließungsstraße errichtet werden sollte, er selbst bevorzugte die Namen Kurfürsten-, Kaiser-Wilhelm- oder Auguste-Victoria-Straße, die Stadtverordnetenversammlung wollte den Namen Prinzenstraße, dieser setzte sich aber aufgrund der Verwechslungsgefahr zur Kronprinzenstraße nicht durch, so erhielt die Straße ihren heutigen Namen |
| Kurze Straße             | Mitte             |                                             | Während des Ausbaus der Straße wurde ein Name gesucht, ein Anwohner äußerte, dass so eine kurze Straße doch überhaupt keinen Namen benötige, dieser Ausspruch führte angeblich zu dem Namen | |
| Küstergasse              | Mitte             | Historische Namen                           | nach der nahen evangelischen Stadtkirche benannt | |
| Kyffhäuserstraße         | Mitte             |                                             | Kyffhäuser, Gebirgszug | In Deutschland gibt es verschiedene Sagen, wonach ein im Berg schlafender Kaiser eines Tages zurückkehrt und die Menschen wieder der Monarchie näher bringt, im Kyffhäuser soll Friedrich I. schlafen, außerdem gibt es dort mit dem Kyffhäuserdenkmal einen Ort, an dem sowohl Barbarossa als auch Wilhelm I. geehrt werden, die vormalige Gartenstraße erhielt ihren Namen am 26. April 1935                                                                                                 |
| Kyllmannweg              | Merscheid         |                                             | nach der Solinger Richter- und Kaufmannsfamilie Kyllmann, der unter anderem Otto Adam Kyllmann angehörte, Richter des Amtes Solingen (1674–1677), der seinen Wohnsitz in der Hofschaft Dahl hatte, in die die Straße führt                                                                                  | |
| Lache                    | Widdert           |                                             | Hofschaft Lache, das Wort könnte auf einen Teich, eine Pfütze oder ein Grenzzeichen hindeuten | Der Hofschaftsname war bereits vor 1715 vorhanden |
| Lacher Straße            | Widdert           |                                             | siehe Lache | Die Benennung der Straße erfolgte am 12. September 1912 |
| Ladestraße               | Ohligs            |                                             | ? | |
| Lahnstraße               | Ohligs            | Deutsche Flüsse                             | Lahn, rechter Nebenfluss des Rheins | Die Straße hieß ursprünglich Sandstraße, aufgrund der Dopplung des alten Namens nach der Städtevereinigung erfolgte die Umbenennung am 26. April 1935 |
| Laibacher Straße         | Ohligs            |                                             | ehemalige Hofschaft Laibach auf Haaner Stadtgebiet | |
| Laiken                   | Gräfrath          |                                             | Wohnplatz Laiken | |
| Landhausstraße           | Gräfrath          |                                             | ? | |
| Landwehr                 | Ohligs/Aufderhöhe |                                             | Ortslage Landwehr, hier befand sich einst eine Befestigungsanlage | |
| Landwehrstraße           | Aufderhöhe        |                                             | siehe Landwehr | |
| Langhansstraße           | Ohligs            |                                             | Wilhelm Langhans (1888–1928), Beigeordneter der Stadt Ohligs von 1921 bis 1928 | Die Straße erhielt ihren ersten Namen Sonnenstraße im Jahre 1900, 1932 debattierten die Ohligser Stadtverordneten darüber, den verstorbenen Beigeordneten Langhans mit einem Straßennamen zu ehren, eine Umbenennung der Rathausstraße (heute Sauerbreystraße) konnte sich jedoch nicht durchsetzen, daher wählte man die abgelegene, fast unbebaute Sonnenstraße, deren Umbenennung am 20. Oktober 1932 erfolgte                                                                              |
| Lehmbruckstraße          | Wald              | Maler und Bildhauer                         | Wilhelm Lehmbruck (1881–1919), deutscher Bildhauer und Grafiker | |
| Lehmkuhle                | Burg              |                                             | Flurname, dort befand sich wohl einmal eine Lehmkuhle | vormals Westhausener Straße, Umbenennung wegen Dopplung nach der Eingemeindung von Burg nach Solingen im Jahre 1975 |
| Lehn                     | Mitte             |                                             | Hofschaft Lehn, der dortige Hof war offensichtlich ein Lehngut | Der Hofschaftsname war bereits vor 1213 vorhanden |
| Lehner Straße            | Mitte             |                                             | siehe Lehn | |
| Leibnizstraße            | Ohligs            | Forscher und Erfinder                       | Gottfried Wilhelm Leibniz (1646–1716), deutscher Philosoph, Mathematiker, Historiker | Neu angelegt erhielten die Straßen südlich der Deusberger Straße in der zweiten Hälfte der 1930er Jahre die Namen preußischer Generäle, die seit 1946/1947 Leibnizstraße genannte Straße bekam dabei den Namen Marwitzstraße in Gedenken an den Preußen-Offizier Georg von der Marwitz |
| Leichlinger Straße       | Höhscheid         |                                             | nach der Nachbarstadt Leichlingen, wohin die Straße führt | Die Straße erhielt ihren Namen am 26. April 1935 |
| Leipziger Straße         | Ohligs            | Deutsche Städte                             | Leipzig, Großstadt in Sachsen | |
| Lenbachstraße            | Wald              | Maler und Bildhauer                         | Franz von Lenbach (1836–1904), deutscher Maler | |
| Lennestraße              | Ohligs            | Deutsche Flüsse                             | Lenne, Nebenfluss der Ruhr | Die Straße hieß zunächst Marktstraße nach dem Ohligser Markt, zu dem sie führt, erhielt dann am 23. Mai 1935 den Namen Admiral-Scheer-Straße nach dem Marineoffizier des Ersten Weltkriegs, Reinhard Scheer, da für Ohligs Straßennamen aus dem Kontext der kaiserlichen Marine vorgesehen waren, zur Verbannung militaristischer Symbole wurde die Straße im Jahre 1946 in Lennestraße umbenannt                                                                                              |
| Lerchenstraße            | Höhscheid         | Zoologie Vögel                              | Lerchen, Singvogelfamilie | Die Straßenbenennung erfolgte am 17. Oktober 1910 |
| Lessingstraße            | Mitte             |                                             | Gotthold Ephraim Lessing (1729–1781), bedeutender Dichter der deutschen Aufklärung | |
| Liebermannstraße         | Wald              | Maler und Bildhauer                         | Max Liebermann (1847–1935), deutscher Maler und Grafiker | |
| Liebigstraße             | Wald              | Forscher und Erfinder                       | Justus von Liebig (1803–1873), deutscher Chemiker | |
| Lilienstraße             | Wald              |                                             | Lilie, Zierpflanze | |
| Lilienthalstraße         | Wald              | Flugpioniere                                | Otto Lilienthal (1848–1896), deutscher Luftfahrtpionier | Die vormalige Florastraße erhielt ihren heutigen Namen wegen der Dopplung des alten Namens am 26. April 1935 |
| Limminghofer Straße      | Merscheid         |                                             | Hofschaft Limminghofen, Brangs deutet diesen alten Namen als Hof der Limlinge (?), Limilo ist ein Eigenname gewesen | Der Hofschaftsname Limminghofen war bereits vor 1312 vorhanden, die Limminghofer Straße erhielt ihren heutigen Namen am 26. April 1935 |
| Linde                    | Aufderhöhe        |                                             | Ortslage Linde, womöglich von dem gleichnamigen Baum abgeleitet | Der Name des Hofes war bereits vor 1485 vorhanden |
| Lindenbaumstraße         | Krahenhöhe        |                                             | nach der Ortslage Lindenbaum, deren Name wiederum auf einen dort befindlichen, großen Lindenbaum zurückging, der beim Ausbau der Straße abgerissen werden musste. Die Straße wurde als Allee konzipiert, die bis heute auf beiden Seiten von Linden gesäumt wird                                            | |
| Lindenhof                | Höhscheid         |                                             | Hofschaft Lindenhof, ein von Linden umgebener Hof | Der Name der Hofschaft war bereits 1463 existent, die Straße hieß zunächst Lindenstraße und erhielt ihren heutigen Namen Am Lindenhof am 26. April 1935, der später verkürzt wurde |
| Lindenstraße             | Mitte             |                                             | Linde, Laubbaum | |
| Lindersberg              | Wald              |                                             | Ortslage Lindersberg, nach dem Familiennamen Linder, dessen Träger Bewohner einer alten Hofschaft Linden war | |
| Lindgesfeld              | Gräfrath          |                                             | Flurname | |
| Lingmannstraße           | Mitte             |                                             | Die anliegenden Grundstücke standen im Eigentum der Erben Lingmann, als die Straße gebaut wurde | Die Straße wurde im Jahre 1930 gebaut und erhielt am 30. Oktober 1930 ihren heutigen Namen, Mitte der 1930er Jahre errichtete der Spar- und Bauverein dort eine Wohnsiedlung |
| Linkgasse                | Mitte             | Historische Namen                           | Der Straßenname ist von Lindgasse abgeleitet, die Straße ist also ursprünglich eine Lindengasse gewesen | Der Straßenname war mindestens schon 1684 vorhanden |
| Lippestraße              | Ohligs            | Deutsche Flüsse                             | Lippe, Nebenfluss des Rheins | Die vormalige Neustraße erhielt wegen der Dopplung des alten Namens ihren heutigen Namen am 26. April 1935 |
| Lochbachstraße           | Wald              |                                             | Hofschaft Loch am nach ihr benannten Lochbach, abgeleitet von Loh, das Wald bedeutet | Der Name der Hofschaft Loch war bereits vor 1713 vorhanden |
| Locher Büschchen         | Merscheid         |                                             | siehe Lochbachstraße | Die Straßen in den Merscheider Neubaugebieten am Lochbachtal erhielten überwiegend die traditionellen Namen alter Flurbezeichnungen |
| Locher Kotten            | Merscheid         |                                             | nach dem ehemaligen Locher Kotten | Der Locher Kotten ist bereits ohne Namen im Jahre 1715 verzeichnet gewesen |
| Locher Straße            | Wald/Merscheid    |                                             | siehe Lochbachstraße | |
| Lohdenberg               | Aufderhöhe        |                                             | Flurname | |
| Löhdorf                  | Aufderhöhe        |                                             | ehemalige Hofschaft Löhdorf, das Präfix Löh- ist von dem Flurnamen Loch abgeleitet, so dass der Ortsname als Dorf am Buschwald Gebüsch gedeutet wird | Der Hofschaftsname Löhdorf war bereits vor 1312 vorhanden |
| Löhdorfer Feld           | Aufderhöhe        |                                             | siehe Löhdorf | |
| Löhdorfer Straße         | Aufderhöhe        |                                             | siehe Löhdorf | Der zuvor landläufig Löhdorf-Mangenberger Chaussee genannte Straße gaben erst 1908 die Ohligser Stadtverordneten für ihren Abschnitt den Namen Löhdorfer Straße, der Name wechselte 1911 zur Wittelsbacher und 1920 zur Heinrich-Heine-Straße, 1935 war die Umbenennung in Löhdorf-Mangenberger Chaussee im Gespräch, doch nach Protesten der Verkehrsvereine und der IHK erhielt der Teil von Aufderhöhe bis Schmalzgrube seinen heutigen Namen                                               |
| Lortzingstraße           | Höhscheid         |                                             | Gustav Albert Lortzing (1801–1851), deutscher Komponist, Librettist, Schauspieler, Sänger und Dirigent | vormals Querstraße, Umbenennung wegen Dopplung am 26. April 1935, zwei Straßen tragen in diesem Wohngebiet den Namen von Komponisten, Reger- und Lortzingstraße |
| Lotharstraße             | Merscheid         | Männliche Vornamen                          | Lothar, Vorname | |
| Lotsenstraße             | Ohligs            |                                             | Lotsen, in der Seefahrt erfahrene Kapitäne, die Schiffen ein sicheres Geleit ermöglichen | Die vormalige Wiesenstraße erhielt ihren heutigen Namen aufgrund der Dopplung nach der Städtevereinigung am 26. April 1935 vor dem Hintergrund, dass in Ohligs einige Straßen nach Begriffen aus der kaiserlichen Marine benannt wurden |
| Löwenburgstraße          | Aufderhöhe        | Siebengebirge                               | Löwenburg, Berg im Siebengebirge | |
| Löwenweg                 | Höhscheid         | Sternbilder des Tierkreises                 | Löwe, Sternbild | |
| Lübecker Straße          | Ohligs            | Deutsche Städte                             | Lübeck, Stadt an der Ostsee | |
| Lucasstraße              | Gräfrath          |                                             | Adolf Lucas (1862–1945), Landrat des Kreises Solingen (1900–1927) | Die Benennung der Straße erfolgte am 22. September 1927 |
| Lüderitzweg              | Merscheid         |                                             | Adolf Lüderitz (1834–1886). deutscher Großkaufmann und Begründer der Kolonie Deutsch-Südwestafrika | Die vormalige Flurstraße erhielt ihren heutigen Namen durch Umbenennung wegen Dopplung am 26. April 1935, Lüderitz wird heute aufgrund der allgemeinen Auseinandersetzung mit dem Kolonialismus kritisch gesehen, eine Straßenumbenennung wie im Falle des Hindenburgplatzes ist aber bis heute nicht erfolgt |
| Ludwig-Richter-Weg       | Ohligs            |                                             | Ludwig Richter (1803–1884), deutscher Maler | |
| Ludwigsdorfer Weg        | Aufderhöhe        | Schlesien, Patenschaft Goldberg             | Ludwigsdorf, Stadt in Polen | |
| Ludwigstraße             | Mitte             | männliche Vornamen                          | Ludwig, Vorname | |
| Luisenstraße             | Mitte             |                                             | Luise von Mecklenburg-Strelitz (1776–1810), preußische Königin und Gemahlin von Friedrich Wilhelm III. | |
| Lüneschloßstraße         | Höhscheid         |                                             | Johannes Lüneschloß (1583–1656), erster besoldeter, reformierter Pfarrer in Solingen während des Dreißigjährigen Krieges | Die vormalige Wiedenhofstraße (benannt nach der ehemaligen Hofschaft Wiedenhof) wurde wegen der Dopplung nach der Städtevereinigung umbenannt am 26. April 1935, Lüneschloß war einer der Pfarrer, die den ehemaligen Wiedenhof verwalteten |
| Lützowstraße             | Gräfrath          |                                             | Ludwig Adolf Wilhelm von Lützow (1782–1834), preußischer Generalmajor, der durch das nach ihm benannte Freikorps, die Schwarzen Jäger, bekannt wurde | Die Straße erhielt am 30. September 1913 den Namen Zeppelinstraße, die Umbenennung wegen der Dopplung des Namens nach der Städtevereinigung erfolgte am 26. April 1935 |
| Magnolienweg             | Mitte             | Botanik Sträucher                           | Magnolien, Sträuchergattung | |
| Mainauweg                | Aufderhöhe        | Inseln                                      | Mainau, Insel im Bodensee | |
| Mainstraße               | Mitte             |                                             | Main, rechter Nebenfluss des Rheins | Im Wohngebiet zwischen Friedrich- und Kirschbaumer Straße sind die Straßen nach alten Benennungsplänen nach deutschen Flüssen benannt, Main-, Neckar-, Mosel- und Saarstraße, die Mainstraße erhielt ihren Namen am 8. Oktober 1901 |
| Malteserstraße           | Mitte             |                                             | Malteserorden, im 11. Jahrhundert als Johanniterorden gegründete Ordensgemeinschaft, die auch in Solingen zahlreiche Besitztümer hatte, die Besitzung südlich des Breidbacher Tors erstreckte sich womöglich bis zur Malteserstraße oder darüber hinaus                                                     | |
| Mangenberger Straße      | Mitte/Merscheid   |                                             | ehemalige Hofschaft Mangenberg, früher Mandenberg, wahrscheinlich von Mande in der Bedeutung Gemeingut im Gegensatz zum Eigengut (siehe Lehnswesen) | Der Name der Hofschaft war bereits 1512 existent |
| Mankhauser Hof           | Ohligs            |                                             | nach den beiden Hofschaften Unten- und Obenmankhaus | |
| Mankhauser Straße        | Ohligs            |                                             | siehe Mankhauser Hof | |
| Margaretenstraße         | Mitte             |                                             | Benennung ohne besonderen Grund, auf den Namen einigten sich angeblich die damaligen Anlieger, als die Straße ausgebaut werden sollte | Die Straße war bis 1910 ein schmaler Feldweg und erhielt nach ihrem Ausbau ihren heutigen Namen am 13. Juni 1911 |
| Marienstraße             | Höhscheid         |                                             | Maria, weiblicher Vorname | Der Name wurde im Jahre 1910 in Anlehnung an die nahe Josefstraße gewählt |
| Marktstraße              | Gräfrath          |                                             | Die Stadt Gräfrath plante ab Ende des 19. Jahrhunderts, am Zentral einen neuen Siedlungskern mit Wochenmarkt zu installieren, die Pläne wurden allerdings bis auf die erfolgte Straßenbenennung nicht verwirklicht                                                                                          | Ein Markt hat an dieser Straße trotz ihres Namens noch nie stattgefunden |
| Marmorweg                | Krahenhöhe        | Mineralien und Gesteine                     | Marmor, metamorphes Gestein | |
| Marschnerweg             | Wald              | Komponisten                                 | Heinrich Marschner (1795–1861), deutscher Komponist der Romantik | |
| Marsstraße               | Ohligs            | Planeten und Gestirne                       | Mars, vierter Planet unseres Sonnensystems | Die Straße erhielt am 26. April 1935 den Namen Lodystraße nach dem deutschen Spion Carl Hans Lody, die Umbenennung in Marsstraße erfolgte vermutlich 1946/1947 |
| Martin-Luther-Straße     | Mitte             |                                             | Martin Luther (1483–1546), Reformator, Theologe und Bibelübersetzer | Anlässlich des 450. Geburtstages des Theologen bat die evangelische Kreissynode 1933 um die Umbenennung doppelter Straßennamen nach den Reformatoren Luther, Clarenbach und Melanchthon, die Lutherstraße (vormals Jägerstraße) erhielt ihren Namen am 3. November 1933 |
| Martinstraße             | Merscheid         | Männliche Vornamen                          | Martin, Vorname | |
| Maschinenstraße          | Merscheid         |                                             | nach der dort befindlichen Maschinenfabrik Müller | Das Unternehmen, das heute als Müller & Dungs firmiert, ist bis heute an der Straße ansässig |
| Matthias-Claudius-Straße | Aufderhöhe        |                                             | Matthias Claudius (1740–1815), deutscher Dichter und Journalist | |
| Maubes                   | Ohligs            |                                             | Hofschaft Maubes | Der Hofschaftsname war bereits vor 1715 vorhanden |
| Maubeshauser Straße      | Ohligs            |                                             | siehe Maubes | |
| Maurerstraße             | Merscheid         | Handwerker                                  | Maurer, Handwerksberuf | |
| Max-Leven-Gasse          | Mitte             |                                             | Max Leven (1882–1938), Solinger Journalist und von den Nazis ermordeter Jude | Die Straße war bis zu ihrer Verfolgung der Wohnort der Familie Leven, die Umbenennung in Gedenken an Leven erfolgte im Jahre 1979 |
| Max-Planck-Straße        | Ohligs            | Forscher und Erfinder                       | Max Planck (1858–1947), bedeutender deutscher Physiker | |
| Meigen                   | Mitte             |                                             | nach der ehemaligen Hofschaft Meigen, in der Bedeutung Eigengut im Gegensatz zum Gemeingut (siehe Lehnswesen) | Der Hofschaftsname war bereits vor 1488 vorhanden |
| Meigener Straße          | Mitte             |                                             | siehe Meigen | |
| Meisenburger Weg         | Höhscheid         |                                             | nach einem aus Kettwig stammenden Lehrer namens Meisenburg, der dort als erster ein Haus baute | |
| Meißener Straße          | Ohligs            | Deutsche Städte                             | Meißen, Stadt in Sachsen | |
| Meisenhof                | Höhscheid         |                                             | nach einem aus Kettwig stammenden Lehrer namens Meisenburg, der am nahen Meisenburger Weg als erster ein Haus baute | |
| Meistermannstraße        | Wald              | Maler und Bildhauer                         | Georg Meistermann (1911–1990), Solinger Kunst- und Glasmaler | Die Straßenbenennung erfolgte im Jahr 2003. Meistermann ist dabei die einzige Persönlichkeit, die in Solingen mit gleich zwei Straßennamen geehrt wird. Neben der Walder Meistermannstraße erinnert seit 2011 auch der Platz vor dem Kunstmuseum in Gräfrath an den Künstler, der Georg-Meistermann-Platz. |
| Melanchthonstraße        | Gräfrath          |                                             | Philipp Melanchthon (1497–1560), Theologe und Reformator | Anlässlich des 450. Geburtstages Martin Luthers bat die evangelische Kreissynode 1933 um die Umbenennung doppelter Straßennamen nach den Reformatoren Luther, Clarenbach und Melanchthon, die Melanchthonstraße (vormals Hochstraße) erhielt ihren Namen am 3. November 1933 |
| Melbeckstraße            | Mitte             |                                             | Karl Friedrich Melbeck (1816–1891), langjähriger Landrat des Kreises Solingen (1851–1886) sowie Ehrenbürger von Dorp und Solingen | Die Stadt Solingen gab am 24. November 1885 mehr als 20 Straßen einen ersten amtlichen Namen, darunter auch die damalige Südstraße, die ihren heutigen Namen aufgrund der Dopplung des alten Namens am 26. April 1935 erhielt |
| Memelstraße              | Mitte             |                                             | Memelland, Teil des deutschen Ostpreußen, der zwischen 1923 und 1939 unter litauischer Verwaltung stand und heute ein Teil Litauens ist | Die kurze Straße sollte nach alten Plänen bis zur Weidenstraße ausgebaut werden und den Namen Humboldtstraße tragen, ein Ausbau erfolgte jedoch nie, heute befindet sich dort das Solinger Müllheizkraftwerk, am 15. Juni 1935 wurde die Straße aufgrund der Dopplung des Straßennamens als Zeichen der Gebietsansprüche des Großdeutschen Reiches in Memelstraße umbenannt |
| Menzelstraße             | Wald              | Maler und Bildhauer                         | Adolph von Menzel (1815–1905), geadelt 1898, Maler, Zeichner und Illustrator | Brangs führt zur Begründung weiter an, dass Menzel in seinen Bildern besonders Friedrich den Großen verherrlichte, die vormalige Buchenstraße erhielt wegen Dopplung ihren neuen Namen am 26. April 1935 |
| Mercatorweg              | Höhscheid         | Astronomen, Mathematiker, Geographen        | Gerhard Mercator (1512–1594), Geograph und Kartograph | |
| Merianstraße             | Mitte             |                                             | Matthäus Merian (1593–1650), schweizerisch-deutscher Kupferstecher und Verleger, der auch Städteansichten von Solingen fertigte | Die Straße trug zuvor den Namen Hofstraße nach dem nahen Gut Grülshöfchen, die Umbenennung wegen Dopplung erfolgte am 26. April 1935 |
| Merkurstraße             | Ohligs            | Planeten und Gestirne                       | Merkur, innerster Planet unseres Sonnensystems | Die zunächst Oststraße genannte Straße erhielt am 26. April 1935 den Namen Weddigenstraße in Gedenken an den Marineoffizier Otto Weddigen, zur Verbannung von Militärsymbolen erfolgte die Umbenennung im Juni 1946 |
| Merowingerstraße         | Gräfrath          | Alte deutsche Volksstämme                   | Merowinger, fränkische Herrscherfamilie | |
| Merscheider Busch        | Merscheid         |                                             | Ortslage Merscheider Busch | Die Ortslage entstand vermutlich im 19. Jahrhundert |
| Merscheider Straße       | Merscheid         |                                             | nach dem Hofschaftsnamen Merscheid | |
| Messerstraße             | Höhscheid         |                                             | Messer, Schneidwerkzeug und Teil des Essbestecks | Solingen ist als Klingenstadt bekannt, so tragen einige Straßen Namen von Blankwaffen oder Besteck, ursprünglich gab es in diesem Wohngebiet eine Messer-, eine Gabel- und eine Löffelstraße, die Löffelstraße wurde jedoch in Wiener Straße umbenannt, die Messerstraße erhielt ihren Namen am 15. Juni 1897 |
| Meteorstraße             | Ohligs            |                                             | nach den diversen deutschen Kriegs- und Wissenschaftsschiffen, die den Namen Meteor führten, darunter das Schiff Meteor, das 1870 vor Havanna ein doppelt so starkes französisches Kriegsschiff versenkte                                                                                                   | Die vormalige Nordstraße erhielt wegen Dopplung den neuen Straßennamen am 26. April 1935, da für Ohligs der Themenbereich der kaiserlichen Marine vorgesehen war |
| Meves-Berns-Straße       | Mitte             | Schwertschmiede und Alt-Solinger Bürger     | Meves (= Bartholomäus) Berns, einer der berühmtesten Solinger Schwertschmiede, der um 1600 in der Stadt lebte und als Markenzeichen einen Hirschkopf auf den Waffen hinterließ, die er fertigte | vormals Herzogstraße, Umbenennung wegen Dopplung am 26. April 1935 |
| Mevlüde-Genç-Platz       | Mitte             |                                             | Mevlüde Genç (1943–2022), türkisch-deutsche Betroffene des Mordanschlags von Solingen und Friedensbotschafterin | Der Platz trug bei der Einweihung am 18. September 2012 den Namen Mercimek-Platz. nach dem ursprünglichen Herkunftsort der Familie Genç, die bei dem ausländerfeindlichen Mordanschlag von Solingen im Jahre 1993 fünf Familienmitglieder verlor. Am 28. Mai 2023, zum 30. Jahrestag des Anschlags, wurde der Platz zu Ehren Mevlüde Gençs nach ihr benannt. |
| Michelsdorfer Weg        | Aufderhöhe        | Schlesien, Patenschaft Goldberg             | Michelsdorf, Ortsteil in Polen | |
| Michelshäuschen          | Höhscheid         |                                             | Ortslage Michelshäuschen nach dem Personennamen Michel | |
| Milchstraße              | Mitte             |                                             | nach einem zum Zeitpunkt der Straßenbenennung dort befindlichen Milchgut | |
| Mittagstraße             | Höhscheid         |                                             | Mittag, Mitte des Tages | Die Mittag- und Abendstraße in diesem gründerzeitlichen Wohnviertel gehen auf die zuvor existierende Morgenstraße zurück, die sich von einer alten Flurbezeichnung ableitet, später wurden beide Straßen in vermeintlicher Analogie hinzubenannt, die Mittagstraße erhielt ihren Namen am 29. März 1904 |
| Mittelfürkelt            | Widdert           |                                             | Hofschaft Mittelfürkelt als eine der drei Hofschaften Fürkelt, abgeleitet von Fürk, dem mittelhochdeutschen Wort für den Föhrenbaum, der Kiefer | |
| Mittelgönrather Straße   | Mitte             |                                             | Hofschaft Mittelgönrath, die Endung -rath deutet auf eine Rodung hin | Der Hofschaftsname Mittelgönrath war bereits vor 1715 vorhanden |
| Mittelhöhscheid          | Höhscheid         |                                             | Hofschaft Mittelhöhscheid, Höhscheid bezeichnet eine in der Höhe gelegene Grenze oder Wasserscheide | Der Hofschaftsname Mittelhöhscheid war bereits vor 1363 vorhanden |
| Mittelhöhscheider Weg    | Höhscheid         |                                             | siehe Mittelhöhscheid | |
| Mittelitter              | Wald              |                                             | Ortslage Mittelitter als eine der drei Hofschaften Itter, deren Namen sich von dem Fluss Itter ableiten, an dem sie sich befinden | Der Hofschaftsname Mittelitter war bereits vor 1715 vorhanden |
| Mittelitterstraße        | Wald              |                                             | siehe Mittelitter | |
| Mittelkatternberg        | Höhscheid         |                                             | Hofschaft Mittelkatternberg als eine der drei Hofschaften Katternberg, abgeleitet wahrscheinlich vom Frauennamen Katharina | Der Hofschaftsname Mittellkatternberg war bereits vor 1303 vorhanden |
| Mittelpilghausen         | Höhscheid         |                                             | Hofschaft Mittelpilghausen, der Name Pilghausen leitet sich von dem Personennamen Piliko (mundartlich auch Pelges) ab | Der Hofschaftsname Mittelpilghausen war bereits vor 1412 vorhanden |
| Mittelpilghauser Weg     | Höhscheid         |                                             | siehe Mittelpilghausen | Die Straße erhielt ihren Namen am 26. April 1935 |
| Mittelstraße             | Ohligs            |                                             | nach der 1876 neben der Volksschule Wahnenkamp eingeführten Mittelschule:59 | |
| Mohnweg                  | Aufderhöhe        | Botanik Waldpflanzen                        | Mohn, Pflanzengattung aus der Familie der Mohngewächse | |
| Mohrenkamp               | Gräfrath          |                                             | Flurname, möglicherweise abgeleitet von einem Namen | Die Straße erhielt ihren Namen Am Mohrenkamp am 5. Oktober 1934, der später verkürzt wurde |
| Mollstraße               | Höhscheid         |                                             | nach dem ehemaligen Mollskotten im Weinsbergtal benannt | |
| Molterkiste              | Ohligs            |                                             | nach der ehemaligen Hofschaft Molterkiste | |
| Moltkestraße             | Merscheid         |                                             | Helmuth Karl Bernhard von Moltke (1800–1891), preußischer Generalfeldmarschall, hatte als Chef des Generalstabes wesentlichen Anteil an den preußisch/deutschen Siegen im Deutsch-Dänischen Krieg, im Preußisch-Österreichischen Krieg und im Deutsch-Französischen Krieg                                   | Einige Straßen östlich der Bebelallee tragen noch heute die Namen preußischer Generäle, die Blücher-, Roon- und Moltkestraße |
| Monhofer Straße          | Ohligs            |                                             | ehemalige Hofschaft Monhof, Monhof abgeleitet von Nonnenhof, also einem Besitztum des Klosters Gräfrath | Die Bezeichnung Monhof war bereits vor 1715 vorhanden |
| Monhofer Feld            | Ohligs            |                                             | siehe Monhof | |
| Montanushof              | Merscheid         |                                             | nach der Hofschaft Montanushof, die ihren Namen zu Ehren von Vinzenz Jakob von Zuccalmaglio, genannt Montanus (1806–1876), erhalten hat, einem deutschen Schriftsteller und Dichter sowie bergischen Heimatforscher                                                                                         | Der Hof hieß ursprünglich Wüstenstraße, die Umbenennung zu Ehren von Montanus erfolgte vermutlich in der zweiten Hälfte der 1930er Jahre |
| Morgenstraße             | Höhscheid         |                                             | Flurname, der Straßenname leitet sich von der alten, volksmundlichen und später in die Katasterkarte aufgenommenen Flurbezeichnung Auf den fünf Morgen (abgeleitet von der alten Flächeneinheit) ab | Die Straße erhielt ihren Namen in Anlehnung an die alte Flurbezeichnung am 2. August 1889 oder wahrscheinlicher 1898, in vermeintlicher Analogie wurden später die Abend- und die Mittagstraße hinzubenannt |
| Mörikestraße             | Wald              | Philosophen und Gelehrte                    | Eduard Mörike (1804–1875), deutscher Lyriker der Schwäbischen Schule, Erzähler und Übersetzer | |
| Moselstraße              | Mitte             |                                             | Mosel, linker Nebenfluss des Rheins | Im Wohngebiet zwischen Friedrich- und Kirschbaumer Straße sind die Straßen nach alten Benennungsplänen nach deutschen Flüssen benannt, Main-, Neckar-, Mosel- und Saarstraße, die Moselstraße erhielt ihren Namen am 8. Oktober 1901 |
| Möwenweg                 | Höhscheid         | Zoologie Vögel                              | Möwen, Vogelfamilie | |
| Mozartstraße             | Ohligs            |                                             | Wolfgang Amadeus Mozart (1756–1791), bedeutender Komponist der Wiener Klassik | Im Wohngebiet östlich des Ohligser Bahnhofs tragen heute nur noch zwei Straßen die Namen bedeutender Komponisten, die Mozart- und die Händelstraße |
| Mühlenberg               | Widdert           |                                             | Flurname | |
| Mühlendamm               | Burg              |                                             | nach der ehemaligen Burger Walkmühle | vormals Mühlenstraße, Umbenennung wegen Dopplung nach der Eingemeindung Burgs nach Solingen im Jahre 1975 |
| Mühlenplatz              | Mitte             |                                             | nach der 1515 bis 1860 dort befindlichen Stadtwindmühle | |
| Mühlenstraße             | Ohligs/Aufderhöhe |                                             | nach der Scharrenberger Mühle an der Einmündung zur Virchowstraße | |
| Mühlenteich              | Gräfrath          |                                             | nach dem an dieser Stelle ehemals befindlichen Teich der Klostermühle Gräfrath | |
| Mummenscheid             | Wald              |                                             | Hofschaft Mummenscheid, nach der niederrheinischen Adelsfamilie Mumm von Schwarzenstein, die sich ab 1690 zu Scheid niederließ, einem Teil des ehemals freiadeligen Gutes Scheid bei Wald; als später eine Familie Paffrath dort wohnte, entstand der Name Paffrathscheid, der sich aber nicht erhalten hat | |
| Mummstraße               | Mitte             | Schwertschmiede und Alt-Solinger Bürger     | nach dem Solinger Schwertschmiedegeschlecht Mumm, dem auch der Solinger Bürgermeister Peter Mumm angehörte (18. Jahrhundert) | Die ab 1862 so genannte Brüderstraße (nach der früher dort befindlichen Freimaurerloge Prinz von Preußen zu den drei Schwertern) erhielt ihren heutigen Namen aufgrund der Dopplung des Straßennamens nach der Städtevereinigung am 26. April 1935 |
| Müngstener Brückenweg    | Mitte / Burg      |                                             | nach der Müngstener Brücke | Die Straße hieß zuvor Kaiser-Wilhelm-Weg (dieser war selbst nach der Einweihung an der Brücke, die zunächst auch seinen Namen trug) und trug im Volksmund bereits davor den Namen Schaltkottenweg oder Pinnelsweg; als die Monarchiesymbole abgeschafft wurden, wurde der Weg am 17. Oktober 1922 umbenannt |
| Müngstener Straße        | Burg              |                                             | nach der Ortslage Müngsten, zu der die Straße führt | |
| Müritzstraße             | Ohligs            | Deutsche Flüsse                             | Müritz, größter See in Mecklenburg-Vorpommern | |
| Nachtigallenweg          | Höhscheid         | Zoologie Vögel                              | Nachtigall, Singvogelart | |
| Nacken                   | Mitte             |                                             | Hofschaft Nacken, Formwort für Bodenerhebungen | Der Name der Hofschaft ist bereits seit 1488 existent |
| Nacker Weg               | Mitte             |                                             | siehe Nacken | |
| Nahestraße               | Ohligs            | Deutsche Flüsse                             | Nahe, linker Nebenfluss des Rheins | Die Straße trug zunächst den Namen Charlottenstraße, der wegen Dopplung am 26. April 1935 in Koesterstraße umbenannt wurde, zu Ehren des kaiserlichen Marineoffiziers Hans von Koester, zur Verbannung militaristischer Symbole nach dem Zweiten Weltkrieg wurde die Straße vermutlich im Jahre 1946 in Nahestraße umbenannt |
| Nansenstraße             | Wald              | Forscher und Erfinder                       | Fridtjof Nansen (1861–1930), norwegischer Zoologe, Polarforscher, Diplomat und Friedensnobelpreisträger | |
| Naturpark                | Ohligs            |                                             | nach dem Vogelpark, der sich an der Straße befindet | Die Straße erhielt ihren Namen Am Naturpark am 26. April 1935, der später verkürzt wurde |
| Neckarstraße             | Mitte             |                                             | Neckar, rechter Nebenfluss des Rheins | Im Wohngebiet zwischen Friedrich- und Kirschbaumer Straße sind die Straßen nach alten Benennungsplänen nach deutschen Flüssen benannt, Main-, Neckar-, Mosel- und Saarstraße, die Neckarstraße (vormals Feldstraße) erhielt ihren heutigen Namen am 26. April 1935 |
| Neptunstraße             | Ohligs            | Planeten und Gestirne                       | Neptun, äußerster Planet unseres Sonnensystems | Die Straße war zunächst zweigeteilt, der westliche Teil bis zur Barler Straße trug den Namen Alte Straße, der östliche den Namen Solinger Straße, am 26. April 1935 wurden beide Straßen in Falklandstraße umbenannt in Gedenken an die kriegerischen Auseinandersetzungen der deutschen und englischen Marine vor den Falklandinseln im Dezember 1914, zur Verbannung von Militärsymbolen erfolgte die Umbenennung 1946/1947                                                                  |
| Ness-Ziona-Straße        | Aufderhöhe        | Solingens internationale Städtefreundschaft | Ness Ziona, Partnerstadt in Israel seit 1986 | |
| Nester Kotten            | Merscheid         |                                             | nach dem Nester Kotten | |
| Nettelbeckstraße         | Gräfrath          |                                             | Joachim Nettelbeck (1738–1824), deutscher Kapitän, der sich 1807 bei der Verteidigung Kolbergs unter Gneisenau hervortat | Die Straße erhielt ihren Namen am 12. August 1913 als Erinnerung an den Akteur der Kriege gegen die Franzosen |
| Neu-Eipaß                | Gräfrath          |                                             | Ortslage Neu-Eipaß, siehe auch Eipaß | |
| Neu-Löhdorf              | Aufderhöhe        |                                             | Ortslage Neu-Löhdorf, siehe auch Löhdorf | |
| Neuenhaus                | Höhscheid         |                                             | Hofschaft Neuenhaus | Der Name der Hofschaft ist seit dem frühen 16. Jahrhundert bezeugt |
| Neuenhauser Kotten       | Höhscheid         |                                             | nach dem Neuenhauser Kotten, benannt nach der Hofschaft Neuenhaus | |
| Neuenhof                 | Höhscheid         |                                             | Hofschaft Neuenhof, vielleicht wurde der Name als Unterscheidung vom alten Höhscheider Hof gewählt | Der Name der Hofschaft war schon im 17. Jahrhundert existent, die Straße erhielt ihren offiziellen Namen am 13. März 1934 |
| Neuenhofer Straße        | Höhscheid         |                                             | siehe Neuenhof | |
| Neuenkamper Feld         | Höhscheid         |                                             | siehe Neuenkamper Straße | |
| Neuenkamper Straße       | Höhscheid         |                                             | Hofschaft Neuenkamp, Kamp = Feld, also ein neu angelegtes Feld | Der Hofschaftsname war bereits vor 1715 vorhanden |
| Neuenufer                | Ohligs            |                                             | Hofschaft Neuenufer, die Ortslage entstand an einem Ufer (Abhang) des Viehbachtals | |
| Neustraße                | Höhscheid         |                                             | Verlegenheitsname | Die Straße wurde 1899 angelegt und erhielt am 18. Juli 1899 auch ihren heutigen Namen |
| Neutor                   | Mitte             | Historische Namen                           | zuletzt erbautes Stadttor der Solinger Altstadt | Das Tor wurde bereits 1488 erwähnt, die Straße erhielt ihren Namen Am Neutor am 26. April 1935, der später verkürzt wurde |
| Neuwerk                  | Burg              |                                             | Ortslage Neuwerk, ein neues Werk, eine neu angelegte Fabrik | |
| Nibelungenstraße         | Gräfrath          | Nibelungensage                              | nach der Nibelungensage | Die vormalige Rheinstraße erhielt aufgrund der Dopplung des alten Namens am 26. April 1935 ihren heutigen Namen |
| Niederrheinstraße        | Mitte             | Deutsche Landschaften                       | Niederrhein, Region in Nordrhein-Westfalen | |
| Niedersachsenstraße      | Mitte             | Deutsche Landschaften                       | Niedersachsen, Land im Nordwesten Deutschlands | |
| Niederstraße             | Ohligs            |                                             | | Die Benennung erfolgte im Doppelpack mit der Parallelstraße, der Oberstraße, die im Jahr 1935 aufgrund der Dopplung zur Straße Schleifersberg wurde |
| Nietzschestraße          | Wald              |                                             | Friedrich Nietzsche (1844–1900), deutscher klassischer Philologe, der posthum als Philosoph zu Weltruhm kam | vormals Lessingstraße, Umbenennung wegen Dopplung am 26. April 1935 |
| Nippesstraße             | Ohligs            | Ohligser Bürger                             | Otto Nippes (1842–1922), Stadtverordneter von Merscheid/Ohligs, von 1881 bis 1911 ehrenamtlicher Beigeordneter und einziger Ehrenbürger der Stadt Ohligs | Die nach der evangelischen Stadtkirche von Ohligs, zu der sie hinführt, vormals Kirchstraße genannte Straße erhielt ihren heutigen Namen wegen der Dopplung des alten Namens am 26. April 1935 |
| Nöhrenhaus               | Höhscheid         |                                             | Ortslage Nöhrenhaus, abgeleitet von dem ehemaligen Schleifkotten Nöhrenkotten | |
| Nöhrenhauser Straße      | Höhscheid         |                                             | siehe Nöhrenhaus | |
| Noldestraße              | Wald              | Maler und Bildhauer                         | Emil Nolde (1867–1956), deutscher Maler des Expressionismus | |
| Norbertstraße            | Merscheid         | Männliche Vornamen                          | Norbert, Vorname | |
| Nordstraße               | Wald              |                                             | nach der Himmelsrichtung Norden | |
| Normannenstraße          | Gräfrath          | Alte deutsche Volksstämme                   | Normannen, Volksstamm | |
| Nümmen                   | Gräfrath          |                                             | Hofschaft Nümmen | Der Hofschaftsname war schon um 1300 vorhanden |
| Nümmener Feld            | Gräfrath          |                                             | siehe Nümmen | |
| Nümmener Straße          | Gräfrath          |                                             | siehe Nümmen | Die Straße erhielt im Jahre 1902 den Namen Gasstraße nach dem 1891 dort errichteten Gaswerk, die Umbenennung wegen der Dopplung des alten Namens erfolgte am 26. April 1935 |
| Nußbaumstraße            | Aufderhöhe        |                                             | die Straße führt vorbei an der Ortslage Nußbaum, deren Name sich wohl vom gleichnamigen Baum ableitet, ähnlich wie bei Apfelbaum ist der Flurname von einem einzelnen Baum abgeleitet | |
| Oben zum Holz            | Gräfrath          |                                             | Hofschaft Oben zum Holz, ein Holz ist ein Waldgebiet | Die Ortsbezeichnung ist seit dem 18. Jahrhundert vorhanden |
| Obenflachsberg           | Gräfrath          |                                             | Hofschaft Obenflachsberg, Brangs vermutet als Ursprung entweder den Familiennamen Flach oder den gleichnamigen Pflanzennamen, Wenke zieht auch die Deutung als flachen Berg in Betracht | Der Hofschaftsname Flachsberg hat schon vor 1482 bestanden |
| Obenfürkelt              | Widdert           |                                             | Hofschaft Obenfürkelt als eine der drei Hofschaften Fürkelt, abgeleitet von Fürk, dem mittelhochdeutschen Wort für den Föhrenbaum, der Kiefer | |
| Obengönrath              | Merscheid         |                                             | Hofschaft Obengönrath, die Endung -rath deutet auf eine Rodung hin | Die Ortsbezeichnung ist seit dem 18. Jahrhundert vorhanden |
| Obenhöhscheid            | Höhscheid         |                                             | Hofschaft Obenhöhscheid, Höhscheid bezeichnet eine in der Höhe gelegene Grenze oder Wasserscheide | |
| Obenitterstraße          | Wald              |                                             | Ortslage Obenitter als eine der drei Hofschaften Itter, deren Namen sich von dem Fluss Itter ableiten, an dem sie sich befinden | Die Ortsbezeichnung ist seit dem 18. Jahrhundert vorhanden |
| Obenkatternberg          | Höhscheid         |                                             | Hofschaft Obenkatternberg als eine der drei Hofschaften Katternberg, abgeleitet wahrscheinlich vom Frauennamen Katharina | Die Ortsbezeichnung ist seit dem 18. Jahrhundert vorhanden |
| Obenketzberg             | Gräfrath          |                                             | Hofschaft Ketzberg, ursprünglich Kicenberch, möglicherweise abgeleitet von (Reh-)Kitz | Die Ortsbezeichnung Ketzberg war bereits vor 1218 vorhanden |
| Obenmankhaus             | Ohligs            |                                             | Hofschaft Obenmankhaus | Die Ortsbezeichnung Mankhausen war bereits vor 1715 vorhanden |
| Obenpilghausen           | Höhscheid         |                                             | Hofschaft Obenpilghausen, der Name Pilghausen leitet sich von dem Personennamen Piliko (mundartlich auch Pelges) ab | Die Ortsbezeichnung Pilghausen ist seit dem 14. Jahrhundert vorhanden |
| Obenpilghauser Weg       | Höhscheid         |                                             | siehe Obenpilghausen | |
| Obenrüden                | Widdert           |                                             | Hofschaft Obenrüden, möglicherweise abgeleitet von dem Wort Rüde = Hund | Die Ortsbezeichnung Rüden ist seit dem 16. Jahrhundert vorhanden |
| Obenrüdener Kotten       | Widdert           |                                             | nach dem Obenrüdener Kotten | |
| Obenscheidt              | Gräfrath          |                                             | Hofschaft Obenscheidt, nach dem mehrfach in Wald vorkommenden Hofschaftsnamen Scheid oder Scheidt, der sich wiederum von einer Wasserscheide ableitet und so viel wie Grenze bedeutet | Die Ortsbezeichnung ist seit dem 18. Jahrhundert vorhanden |
| Ober der Mühle           | Ohligs            |                                             | die Straße verläuft oberhalb der Scharrenberger Mühle | |
| Obere Dammstraße         | Gräfrath          |                                             | parallel zum Bahndamm der Korkenziehertrasse verlaufende Straße, oberer Teil | |
| Obere Hildener Straße    | Ohligs            |                                             | obere, am Ende des 20. Jahrhunderts neu gebaute Verlängerung der Hildener Straße von der Broßhauser Mühle zur Eisenbahnunterführung | |
| Obere Holzstraße         | Gräfrath          |                                             | nach dem Hofschaftsnamen Oben zum Holz | |
| Oberhaaner Straße        | Gräfrath          |                                             | Oberhaan, Ortsteil von Haan, in den die Straße (heute unterbrochen durch die Straße Roggenkamp) führt | |
| Oberstraße               | Höhscheid         |                                             | ? | Die Straße hieß bis 1893 Hochstraße und erhielt in diesem Jahr ihren heutigen Namen |
| Odentaler Weg            | Widdert           |                                             | Ortslage Odental, ursprünglich Ulendael, der Begriff kann also als Eulental gedeutet werden, nach anderen Quellen kann das Wort Odental auch für eine Vertiefung oder Bodensenke stehen | Die Ortsbezeichnung war bereits im Jahre 1335 vorhanden |
| Oelmühle                 | Höhscheid         |                                             | nach der Oelmühle, heißt, was sie war, nämlich eine Ölmühle | Die Oelmühle war im Jahre 1685 bereits vorhanden |
| Ohliger Tor              | Mitte             | Historische Namen                           | nach dem Ohliger Tor, dem westlichen Solinger Stadttor, Ohlig leitet sich vermutlich von dem in Solingen oft vorkommenden Familiennamen Ohliger ab | Urkundlich erwähnt wurde das Tor schon 1650, als offizielle Straßenbezeichnung wurde es 1935 eingeführt |
| Ohligser Markt           | Ohligs            |                                             | Marktplatz in Ohligs | Der Platz trug bis zum 23. Mai 1934 den Namen Markt, erhielt dann wegen der Dopplung des alten Namens den Namen Skagerrakplatz nach der gleichnamigen siegreichen Seeschlacht Preußens über die englische Flotte 1916 vor dem Skagerrak (vgl. auch die zugehörigeAdmiral-Scheer- und Admiral-Hipper-Straße, die heute Lenne- und Aachener Straße heißen); wahrscheinlich 1946 wurde der Straßenname zur Verbannung militaristischer Symbole durch Ohligser Markt ersetzt                       |
| Ohligser Schützenplatz   | Ohligs            |                                             | Schützenplatz in Ohligs, der seinen Namen von der dort befindlichen Schützenburg hat | Der Platz trug bis 1935 den Namen Schützenplatz und wurde um den Stadtteilnamen ergänzt, um Dopplungen zu vermeiden |
| Ohmweg                   | Höhscheid         | Astronomen, Mathematiker, Geographen        | Georg Simon Ohm (1789–1854), deutscher Physiker | |
| Ölbergweg                | Aufderhöhe        | Siebengebirge                               | Großer Ölberg, höchster Berg des Siebengebirges | |
| Olgastraße               | Merscheid         |                                             | Olga, weiblicher Vorname | |
| Oligschlägerweg          | Mitte             |                                             | Franz Wilhelm Oligschläger (1809–1877), in Solingen wirkender Geschichtsschreiber und Botaniker, Begründer der Solinger Heimatforschung | Die Straße erhielt ihren Namen am 15. Juni 1935 |
| Olof-Palme-Straße        | Höhscheid         | Politiker                                   | Olof Palme (1927–1986), schwedischer sozialdemokratischer Politiker und zweimaliger Ministerpräsident Schwedens (1969–1976 und 1982–1986) | Die Straße war zuvor ein Teil der Walter-Dodde-Straße und wurde von dieser im Jahre 1986, bereits drei Monate nach der Ermordung Palmes, abgespalten, um ihr in Gedenken an den Politiker seinen Namen zu geben |
| Opferfelder Straße       | Wald              |                                             | Flurname, der Sage nach soll sich dort in vorchristlicher Zeit eine Kultstätte befunden haben | |
| Opladener Straße         | Aufderhöhe        |                                             | Opladen, bis 1975 selbstständige Stadt und Kreisstadt des Rhein-Wupper-Kreises, in den die Straße führt | Die Straße hieß zuvor Sandstraße und erhielt aufgrund der Dopplung ihren neuen Namen am 26. April 1935 |
| Orchideenweg             | Widdert           |                                             | Orchidee, Pflanze | |
| Oskar-Rieß-Straße        | Aufderhöhe        |                                             | Oskar Rieß (1895–1957), Oberbürgermeister von Solingen (1945) und mehrfacher Vorsitzender des Spar- und Bauvereins | In der SBV-Neubausiedlung Börkhauser Feld tragen seit Anfang der 2000er die neu angelegten Straßen die Namen berühmter Solinger Bürger und Oberbürgermeister mit Kontakt zum Spar- und Bauverein Solingen |
| Ossianweg                | Mitte             |                                             | nach dem Männergesangsverein Ossian, der den Weg im Jahre 1890 anlegte | |
| Oststraße                | Mitte             |                                             | die Straße liegt östlich der Solinger Altstadt | Die Straße erhielt ihren Namen am 24. November 1885 |
| Otto-Müller-Straße       | Aufderhöhe        |                                             | Otto Müller (1868–1947), Solinger Theologe, kurzzeitiger Vorsitzender des Spar- und Bauvereins | In der SBV-Neubausiedlung Börkhauser Feld tragen seit Anfang der 2000er die neu angelegten Straßen die Namen berühmter Solinger Bürger und Oberbürgermeister mit Kontakt zum Spar- und Bauverein Solingen |
| Ottostraße               | Höhscheid         |                                             | Nikolaus August Otto (1832–1891), deutscher Ingenieur und Erfinder des Ottomotors | |
| Palmenstraße             | Wald              |                                             | Palme, tropischer Baum | |
| Papiermühle              | Mitte             |                                             | Hofschaft Papiermühle, hier befand sich die von Johannes Soter gegründete Papiermühle, die eine der ersten in der Region war und mehrere Jahrhunderte lang betrieben wurde | Der Hofschaftsname lässt sich bis in das Jahr 1618 zurückverfolgen |
| Pappelweg                | Mitte             |                                             | nach der Flurbezeichnung An den Pappeln, dort standen um die Mitte des 19. Jahrhunderts alte Pappeln um einen kleinen Teich, außerdem pflanzte man beim Anlegen eines Verschönerungsweges vom Hippergrund nach Altenbau junge Pappeln                                                                       | Aus der vormals als An den Pappeln bezeichneten Straße wurde nach 1936 der Pappelweg |
| Parallelstraße           | Wald              |                                             | Verlegenheitsname, parallel zur Henshauser Straße verlaufende Straße | |
| Parkstraße               | Ohligs            |                                             | Verlegenheitsname | |
| Parsevalstraße           | Wald              |                                             | August von Parseval (1861–1942), deutscher Luftschiffkonstrukteur | Die vormalige Ringstraße erhielt ihren heutigen Namen am 26. April 1935 |
| Passauer Straße          | Ohligs            | Deutsche Städte                             | Passau, Stadt in Bayern | |
| Pastoratstraße           | Widdert           |                                             | Standort des Pastorats (des Pfarrhauses) der evangelischen Kirche Widdert an der Lacher Straße | |
| Paul-Ehrlich-Straße      | Mitte             | Nobelpreisträger                            | Paul Ehrlich (1854–1915), deutscher Chemiker, Mediziner und Serologe | |
| Paul-Kircheis-Straße     | Aufderhöhe        |                                             | Paul Kircheis (1896–1982), deutscher Journalist, Beamter und sozialdemokratischer Politiker, Aufsichtsratsmitglied des Spar- und Bauvereins Solingen, genannt Papa Kircheis | In der SBV-Neubausiedlung Börkhauser Feld tragen seit Anfang der 2000er die neu angelegten Straßen die Namen berühmter Solinger Bürger und Oberbürgermeister mit Kontakt zum Spar- und Bauverein Solingen |
| Paul-Röltgen-Straße      | Merscheid         |                                             | Paul Röltgen, Solinger Unternehmer und Gründer der an dieser Straße befindlichen Firma Röltgen Marking Systems | Die vormalige Harzstraße erhielt nach dem Tod des Firmengründers des Unternehmens Röltgen dessen Namen; das Unternehmen hatte sich 1960/1961 an der Straße angesiedelt |
| Paulinenstraße           | Mitte             | Weibliche Vornamen                          | Pauline, Vorname | Die Straße erhielt ihren Namen am 21. Februar 1902 |
| Paulstraße               | Mitte             |                                             | Paul, Vorname | |
| Peresstraße              | Höhscheid         |                                             | nach dem Pereskotten, der seinen Namen vom Eigentümer Peter Daniel Peres (1776–1845) hat | |
| Peter-Hahn-Weg           | Mitte             | Schwertschmiede und Alt-Solinger Bürger     | Peter Hahn (1720–1794), prominenter Solinger Waffen- und Besteckschmied, bekannt durch das Simrock-Gedicht Der Schmied von Solingen | Die vormalige Wiesenstraße erhielt wegen Dopplung ihren heutigen Namen am 26. April 1935 |
| Peter-Henlein-Weg        | Ohligs            | Forscher und Erfinder                       | Peter Henlein (1479–1542), Erfinder der dosenförmigen Taschenuhr | Die Straße war vormals ein Teil der Hofschaft Tiefendick, ihre Umbenennung erfolgte im Zuge der Neuordnung der Hofschaften am 2. April 1976 |
| Peter-Höfer-Platz        | Höhscheid         |                                             | Johann Peter Höfer (1773–1852), Bürgermeister von Höhscheid (1821–1849) | Der Platz trug im Dritten Reich den Namen Ludendorffplatz nach dem Hitler-Anhänger und General Erich Ludendorff |
| Peter-Knecht-Straße      | Mitte             | Schwertschmiede und Alt-Solinger Bürger     | Peter Knecht (1798–1852), Solinger Waffenfabrikant | vormals Poststraße nach dem dort befindlichen Postamt, Umbenennung wegen Dopplung am 26. April 1935 |
| Peter-Rasspe-Straße      | Mitte             |                                             | Peter Rasspe (1866–1932), Teilhaber der Firma P. D. Rasspe Söhne am Stöcken, deren inzwischen aufgegebene Fabrik sich an der Straße befindet | Die vormalige Schrodtberger Straße erhielt ihren neuen Namen zu Ehren des verstorbenen Unternehmensteilhabers am 20. Oktober 1932 |
| Petersbergstraße         | Aufderhöhe        | Siebengebirge                               | Petersberg, Erhebung im Siebengebirge | |
| Petersmühle              | Höhscheid         |                                             | nach der Petersmühle, wahrscheinlich abgeleitet von dem Familiennamen Peters oder Peter | |
| Pfaffenberg              | Höhscheid         |                                             | Hofschaft Pfaffenberg = Berg der Pfaffen (Geistlichen), da der Wald um die Hofschaft zum Wiedenhof gehörte | Die Hofschaftsbezeichnung Pfaffenberg war schon im 15. Jahrhundert vorhanden |
| Pfaffenberger Weg        | Höhscheid         |                                             | siehe Pfaffenberg | |
| Pfalzstraße              | Mitte             | Deutsche Landschaften                       | Pfalz, Region in Südwestdeutschland | |
| Pfeilstraße              | Ohligs            |                                             | ? | |
| Pfitznerweg              | Wald              | Komponisten                                 | Hans Pfitzner (1869–1949), deutscher Komponist, Dirigent und Verfasser antisemitischer Schriften zur Musik | |
| Pflugweg                 | Höhscheid         | Garten- und Ackergeräte                     | Pflug, Bodenbearbeitungsgerät | |
| Piepersberg              | Gräfrath          |                                             | Ortslage Piepersberg, nach dem Familiennamen Pieper | |
| Pilghauser Kotten        | Höhscheid         |                                             | nach dem Pilghauser Kotten, der Hofschaftsname Pilghausen leitet sich von dem Personennamen Piliko (mundartlich auch Pelges) ab | |
| Pilghauser Straße        | Höhscheid         |                                             | siehe Pilghauser Kotten | Die Straße erhielt ihren Namen am 11. Juli 1905 |
| Pina-Bausch-Straße       | Wald              |                                             | Pina Bausch (1940–2009), in Solingen geborene Tänzerin und Choreografin | Die neu gebaute Straße erhielt ihren Namen im Jahr 2015, die Straße befindet sich nur wenige hundert Meter von Bauschs inzwischen abgerissenem Geburtshaus am Central entfernt |
| Pirolweg                 | Höhscheid         | Zoologie Vögel                              | Pirol, Vogelart | |
| Platzhof                 | Höhscheid         |                                             | Hofschaft Platzhof, der Hof befand sich auf einem großen Platz | Der Hofschaftsname war bereits im 15. Jahrhundert vorhanden |
| Platzhofstraße           | Höhscheid         |                                             | siehe Platzhof | |
| Plutoweg                 | Ohligs            | Planeten und Gestirne                       | Pluto, Zwergplanet in unserem Sonnensystem | |
| Pohligshof               | Aufderhöhe        |                                             | Ortslage Pohligshof, nach dem Familiennamen Pohlig | |
| Pommernweg               | Mitte             | Deutsche Landschaften                       | Pommern, Region in Nordwestdeutschland | |
| Poschheide               | Ohligs            |                                             | Hofschaft Poschheide, ursprünglich Paasheide, vermutlich abgeleitet von dem Familiennamen Paas | Der Hofschaftsname war bereits im 17. Jahrhundert vorhanden |
| Poschheider Straße       | Ohligs            |                                             | siehe Poschheide | |
| Poststraße               | Wald              |                                             | nach dem an der Straße befindlichen Postamt, die Filiale der Deutschen Post wurde allerdings 2019 geschlossen | Die vormalige Grabenstraße erhielt ihren heutigen Namen am 8. Januar 1900 |
| Potsdamer Straße         | Mitte             |                                             | Potsdam, Landeshauptstadt Brandenburgs, ehemalige preußische Residenzstadt | Die vormalige Nordstraße erhielt ihren heutigen Namen aufgrund der Dopplung am 26. April 1935, die Umbenennung erfolgte vor dem Hintergrund, dass die Machtübernahme Hitlers am 21. März 1933 in der Potsdamer Garnisonkirche erfolgt war |
| Potshauser Straße        | Mitte             |                                             | ehemalige Hofschaft Potshaus, abgeleitet vom Familiennamen Pott | Das ehemals zu Klauberg gehörende Gebiet wurde im 19. Jahrhundert durch eine Familie Pott besiedelt, die dort ein Haus baute, das Potts Haus genannt wurde, der Name blieb erhalten, so dass die Straße am 14. April 1908 ihren offiziellen Namen erhielt |
| Pöttweg                  | Höhscheid         |                                             | Pött, in der Solinger Mundart ein Brunnen, historisch meist ein Hofschaftsbrunnen (wie der nahe Pött der Hofschaft Unnersberg, der Unnersberger Pött) | Die neu angelegte Straße südlich der Unnersberger Allee erhielt im Jahre 1991 ihren heutigen Namen, welcher sich gegen die Flurbezeichnung Im Eichholz und den Vogelnamen Neuntöterweg durchsetzen konnte |
| Potzhofer Straße         | Ohligs            |                                             | ehemalige Hofschaft Potzhof, abgeleitet vermutlich vom Familiennamen Pott | Der Hofschaftsname war bereits vor 1715 vorhanden |
| Prinzenstraße            | Ohligs            |                                             | nach der Firma Kronprinz (heute Accuride), deren Fabrikareal in der Nähe der Straße liegt | |
| Propstweg                | Gräfrath          | Kirchengeschichte                           | Propst, Titel innerhalb der christlichen Kirchen, der Propst dient in Klöstern neben dem Abt als Verwalter | Neu angelegt erhielt die Straße den Namen Probstweg mit b statt mit p am 4. November 1959, die irrtümliche Schreibweise war zunächst in den 1980er Jahren aufgefallen, wurde jedoch erst im Jahre 2011 korrigiert |
| Pützgasse                | Wald              |                                             | Flurname | |
| Querstraße               | Ohligs            |                                             | Benennung ohne besonderen Grund | |